# 来島恒喜
来島 恒喜（くるしま つねき、1860年1月31日〈安政6年12月30日〉 - 1889年〈明治22年〉10月18日）は、日本の右翼活動家、不平士族、テロリスト。筑前共愛公衆会・玄洋社元社員。条約改正に絡む外国人司法官任用問題から、当時外務大臣を務めていた大隈重信の暗殺を計画して1889年10月18日に決行におよび、大隈に爆弾を投げつけて右脚切断の重傷を負わせ、自身はその場で自害した。

## 概要
福岡藩士・来島又右衛門の二男として現在の福岡県福岡市に生まれる。
高場乱の興志塾に学び、堅志社、十一学舎を経て、1879年（明治12年）4月、向陽義塾に加入する。
1883年（明治16年）4月、上京し中江兆民に仏語を学んだ後、筑前共愛公衆会や、頭山満率いる玄洋社に参加する。一時、小笠原諸島に玄洋社の的野半介、竹下篤次郎と渡り、同地に送られた朝鮮開化党の金玉均と過ごし、朝鮮の政治改革について語り合った。
その後、大隈重信の条約改正案に反対し、現状の日本の国際地位ではこの改正案が第一歩として次の改正に繋がると批判しなかった玄洋社を退社。(退社の理由は他の社員が共犯関係を疑われて刑事責任を負わされる可能性を最小限に抑える為とも言われる)。計画には同じく玄洋社の社員であった月成功太郎も加わっていたが、老母、妻子を持つ月成の身を欺き、単独で決行した。
1889年（明治22年）10月18日、外務省からの帰路にあった大隈に、彼の乗る馬車へ爆弾を投げつけた。爆弾は馬車の中に入り、大隈の足元で爆発した。来島はその場で短刀で喉を突き自害した。享年29。大隈は命はとりとめたものの、顔と手に軽症、右膝と踝に重症を負い、右脚を切断することとなった。かねてから条約交渉に反発していた閣僚らは、黒田清隆首相に条約改正交渉の中止を求めた。これにより黒田内閣は総辞職に追い込まれ、条約改正は頓挫した。
後に、友好関係にあり眠食も共にした杉山茂丸が自身の著書『百魔』の中で、以前、自決することを仄めかす様な事を言ったとある。また、上京することを杉山に告げた際、時期でないと止められたが、林斧助という人に杉山宛の手紙を残したまま上京した、ともある。

## 逸話
- 大隈の治療は、池田謙斎を主治医とし、手術は佐藤進・高木兼寛・橋本綱常・エルヴィン・フォン・ベルツの執刀で行われた[3]。大隈はその後、来島について「爆裂弾を放りつけた奴を、決して気違いの人間で、憎い奴とは寸毫も思わず。」「華厳の滝に飛び込む弱虫よりは、よっぽどエライ者と思うておる」「いやしくも外務大臣である我が輩に爆裂弾を食わせて世論を覆そうとした勇気は、蛮勇であろうと何であろうと感心する。」と語っている[5]。小久保喜七は毎年来島のために年忌を行っていたが、大隈は毎年法要に代理人を送ってきたという。大隈の没後も、養嗣子の大隈信常によって代理人の派遣は続けられた[6]。
- 来島の葬儀の際、弔辞を読むこととなった頭山満は「天下の諤諤は君が一撃に若かず」と、国民輿論を無視し条約改正に突き進む政府の政策を打ち破った来島を激賞した。
- 来島も学んだ興志塾（通称・人参畑塾）の塾長高場乱は、かつて塾生だった来島が爆弾テロ事件を起こしたことを聞くと、国際情勢や日本の国際環境を理解しない浅はかな者だと否定し、批判した[7]。一方で、自決したことには「ながらえて明治の年の秋なから心にあらぬ月を見るかな」という嘆きの歌を詠んでいる[8]。
- 博多の侠客「勇敢仁平」の異名をとる大野仁平と乱闘となり、燭台で大野仁平の頭をたたき割っている。
- 来島の墓碑を寄贈した石工の広田徳平は、後に首相となる広田弘毅の父。また、計画に加わっていた月成功太郎は弘毅の妻の父であり、岳父にあたる。

## 墓所

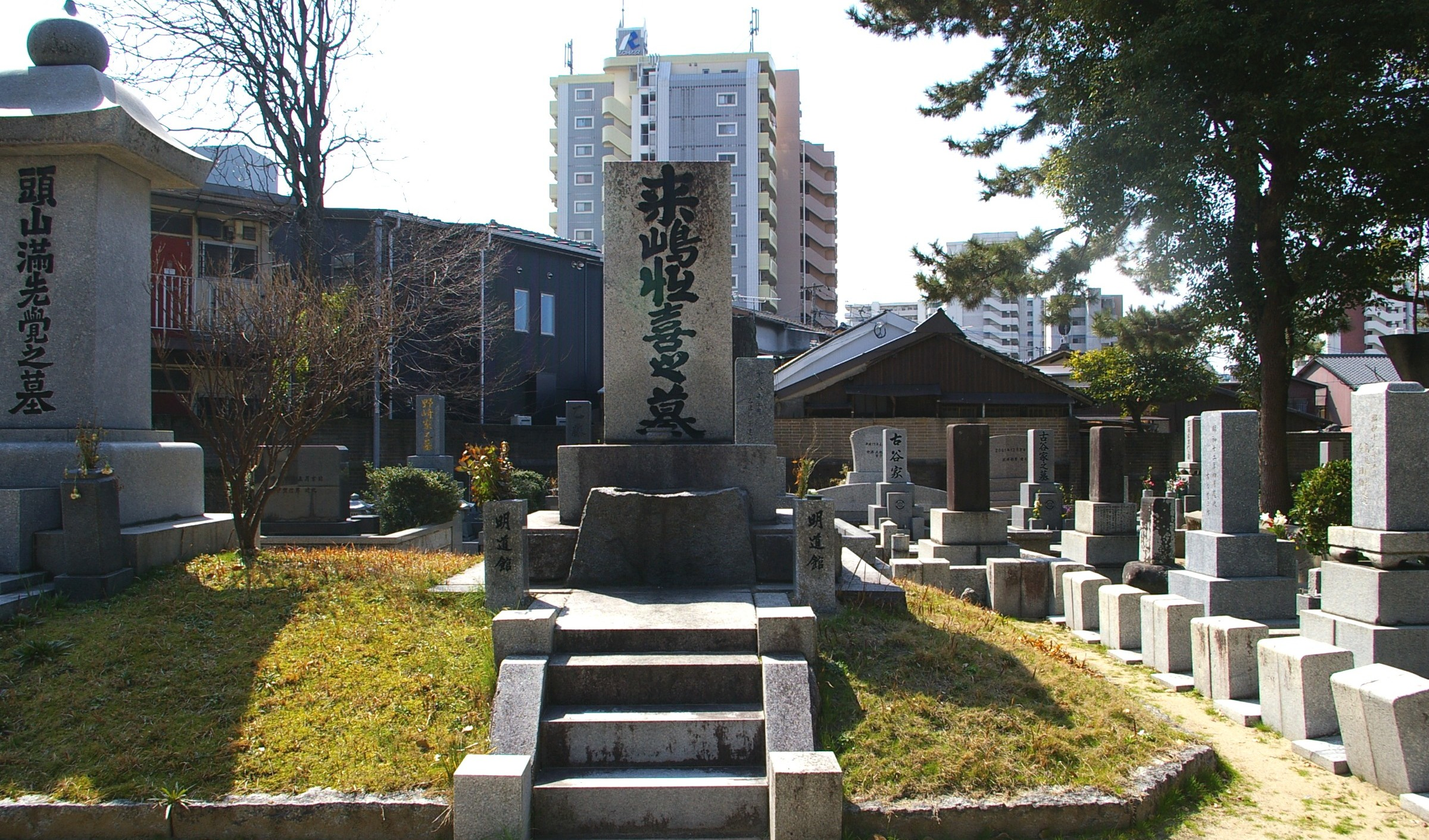
崇福寺の玄洋社墓地にある来嶋恆喜之墓（福岡市）

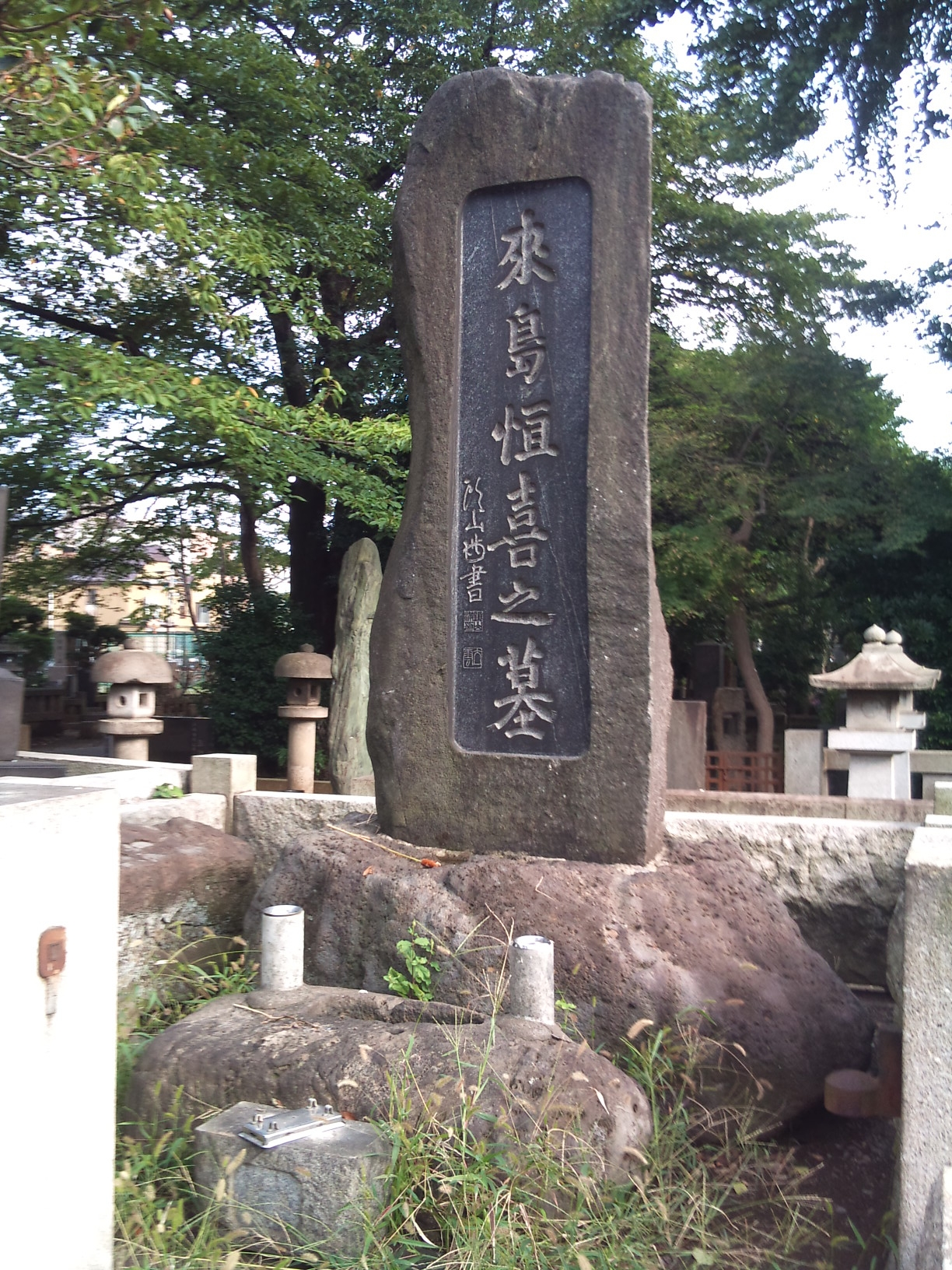
谷中霊園にある来嶋恒喜之墓（台東区）

来島の死後、広田徳平により墓碑が寄贈され、博多の玄洋社墓地（崇福寺）にも墓が建てられた。また、勝海舟によって谷中霊園にも墓が作られた。同墓はその後、頭山満によって建て替えられたが、当初の墓石も傍に横たえて残されている。

## 登場する作品
小説
- 『風蕭々』 - 尾崎士郎の短編小説。大隈重信の遭難事件を来島の視点から描いた作品。

映画
- 『日本暗殺秘録』（1969年、東映） - 演：吉田輝雄

テレビドラマ
- 『春の波涛』（1985年、NHK） - 演：堀隆博
- 『夜会の果て』（1997年、NHK） - 演：林邦史朗
- 『八重の桜』（2013年、NHK） - 演：大平真嗣

漫画
- 『テロルの系譜』「綺異譚 来島恒喜」（1975年、日本文華社） - かわぐちかいじの漫画作品。
- 『ゴーマニズム宣言SPECIAL 大東亜論 巨傑誕生篇』（2014年、小学館） - 小林よしのりの漫画作品。

その他
- 「高場乱」（2020年、ユーチューブ配信）語り芝居：岩城朋子